# Santa Magdalena del Sàlzer
Santa Magdalena del Sàlzer és l'església del nucli del Sàlzer, al municipi d'Odèn (Solsonès), inclosa a l'Inventari del Patrimoni Arquitectònic de Catalunya.

## Situació
El Sàlzer s'ubica al sector occidental del municipi, al sud de la capçalera de la solitària vall de la Mora Comtal i al peu dels cingles de conglomerats de Serra Seca. S'hi va des de la carretera asfaltada de Solsona - Montpol - Cambrils (pel pont del Clop). A 4,6 km. de Montpol i 6,4 km. de Cambrils es troba el coll Pregon, a la carena de la serra (42° 06′ 31″ N, 1° 23′ 09″ E / 42.108685°N,1.385852°E). D'allí surt la carretera que deriva cap a ponent en direcció Oliana que s'ha de prendre. Als 2 km. s'arriba a la collada del Sàlzer (42° 06′ 25″ N, 1° 22′ 24″ E / 42.106815°N,1.373297°E) on s'agafa la pista de la dreta que mena al Sàlzer amb poc més de mig quilòmetre.

## Descripció

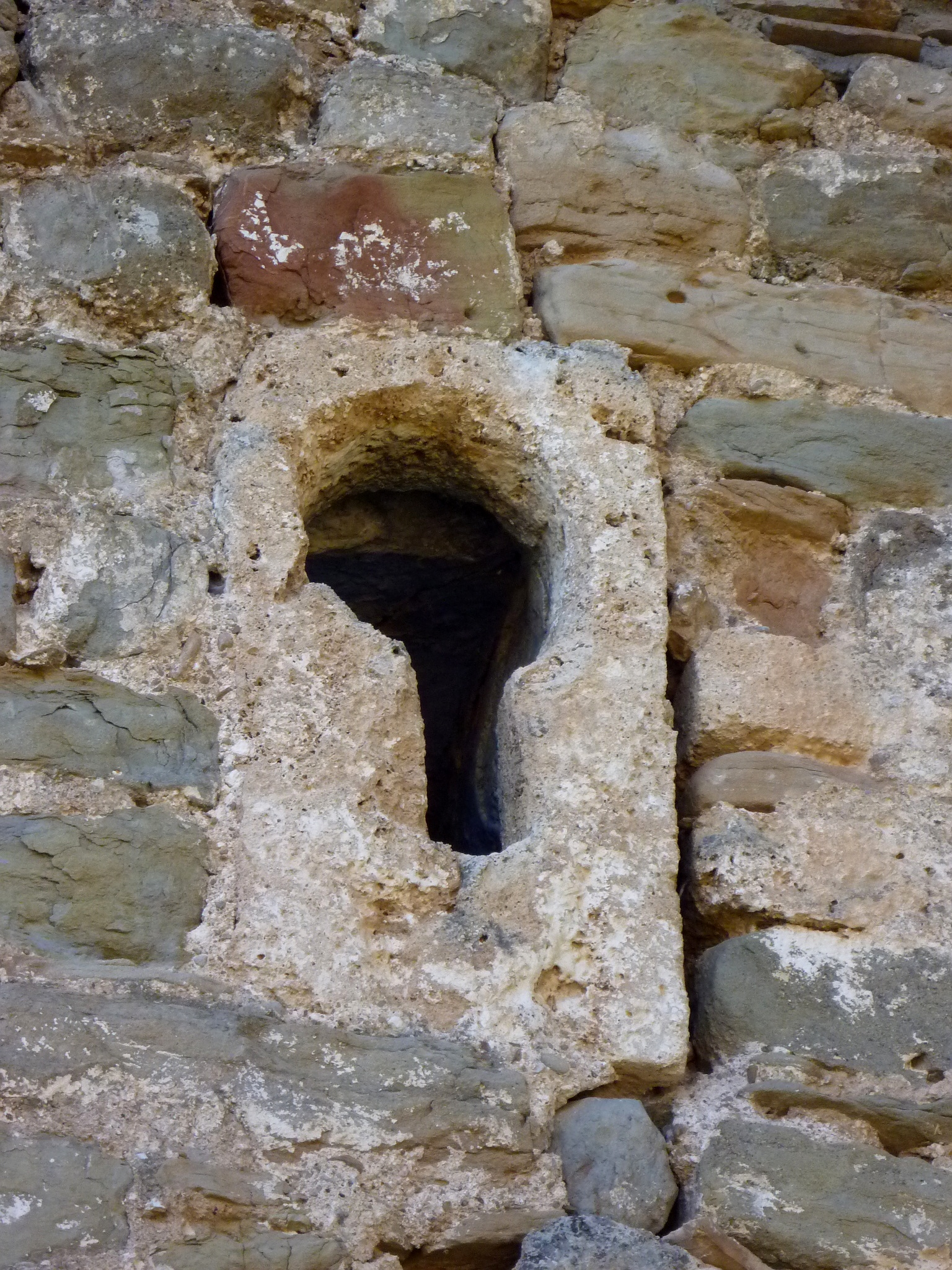
Finestra en forma de pany

L'església, ben arranjada, consta d'una nau rectangular coberta amb volta de canó capçada a llevant per un absis que supera el semicercle i que es troba desviat respecte de la nau. L'arc preabsidal és de mig punt en degradació i arrenca d'una imposta trapezoidal bisellada que presenta alguns motius ornamentals esculpits. Prop de la porta, oberta al mur S, hi ha una pica d'aigua excavada al mur de l'absis i mig tapada per un altar posterior. El frontis, d'angles reforçats, té una porta d'arc adovellat de mig punt. Al damunt hi ha una finestra en forma de pany de clau treballada en un bloc de pedra tosca. El mur sud té una finestra de doble esqueixada.
La construcció és coronada per un campanar d'espadanya amb dues finestres d'arc adovellat de mig punt. Al mur N hi ha una capella adossada i al frontis hi ha una paret que tanca el cementiri.
L'aparell és molt poc polit, de carreuons simplement escairats, disposats en filades uniformes però molt barroeres, que posen en evidència una construcció rural de data avançada.

## Història
No s'han trobat notícies històriques.